# رفاعة بن عمرو بن زيد
رفاعة بن عمرو بن زيد صحابي من الأنصار، شهد بيعة العقبة الثانية، وشهد غزوة بدر، و قُتِل في غزوة أحد.

## سيرته
هو رفاعة بن عمرو بن زيد بن عمرو بن ثعلبة بن مالك بن سالم بن غنم بن عوف بن الخزرج الأنصاري السالمي الخزرجي، أمّه أم رفاعة بنت قيس بن مالك بن ثعلبة بن جشم بن مالك بن سالم الحبلى، ليس له عقب، شهد بيعة العقبة الثانية مع السبعين من الأنصار، وشهد بدرًا، وأُحدًا، وقتل يوم أحد شهيدًا في شوال سنة 3 هـ على رأس اثنين وثلاثين شهرا من الهجرة، وليس له عقب.